# Wilferd Madelung
Wilferd Madelung (Stuttgart, 26 december 1930 – 9 mei 2023) was een Duits-Britse islamoloog.

## Biografie
Madelung werd geboren in Stuttgart waar hij aan het Eberhard-Ludwig-gymnasium studeerde.
Na 1947 verhuisde hij met zijn familie naar de Verenigde Staten, waar hij aan Georgetown studeerde. Madelung vertrok naar Egypte in 1952 en verbleef daar een jaar. Na zijn verblijf in Egypte keerde hij terug naar Duitsland en behaalde er zijn doctoraat in 1957. Vanaf 1958 ging hij bij de ambassade in Irak werken. Kort na zijn aankomst in Bagdad vond de bloedige staatsgreep plaats van Abd al-Karim Qasim. Madelung verbleef nog twee jaar in Irak, waarna hij les ging geven aan de University of Chicago.
Van 1978 tot 1998 gaf hij ook les aan de Universiteit van Oxford. Hij heeft uitvoerig gepubliceerd over de vroege geschiedenis van de islam en islamitische sekten zoals de Shi'a en de Ismailis.
Zijn werk The Succession to Mohammed (1997), over de tijd onmiddellijk na de dood van de profeet mag in Saoedi-Arabië niet verkocht worden.
Madelung overleed op 92-jarige leeftijd.

## Werken
- Madelung, W. (editor) - Arabic Texts Concerning The History of The Zaydi Imams of Tabaristan, Daylaman And Gilan, Franz Steiner, 1987
- Madelung, W. - Religious Trends in Early Islamic Iran, 1988
- Madelung, W. - Religious and Ethnic Movements in Medieval Islam, 1992
- Madelung, W. - The Succession to Muhammad, Cambridge University Press, 1997
- Madelung, W. en Walker, P. - An Ismaili Heresiography, Leiden, 1998
- Madelung, W. en Walker, P. - The Advent of the Fatimids: A Contemporary Shi'i Witness, I.B. Tauris, 2000
- Madelung, W. - Der Imam al-Qasim ibn Ibrahim und die Glaubenslehre der Zaiditen, Walter De Gruyter Incorporated, 2002
- Madelung, W. - Religious school and sects in medieval Islam